# باشگاه فوتبال بورنووا
باشگاه فوتبال و راگبی بورنووا یونانی: Αθλητικός Όμιλος Μπουρνόβα یک باشگاه ورزشی در بورنووا، سمورنا (ازمیر کنونی)، امپراتوری عثمانی بود. بورنووا متشکل از بازیکنان اهل شام بود و به عنوان اولین باشگاه فوتبال تاریخ در ترکیه محسوب می‌شود. رنگ باشگاه قرمز و مشکی بود. پس از آتش‌سوزی سمورنا در سال ۱۹۲۲ منحل شد زیرا اکثر لوانتینی‌ها از کشور فرار کردند.
این تیم در بازی‌های بین‌المللی ۱۹۰۶ مدال نقره را بدست آورد.